# تونج
تونج (به لاتین: Tonj) یک شهرک در سودان جنوبی است که در واراب واقع شده‌است.

## خصوصیات
تونج ۱۷٬۳۴۰ نفر جمعیت دارد و ۴۲۷ متر بالاتر از سطح دریا واقع شده‌است.